# CONCACAF Nations League 2023-2024 - Lega A

## Gruppo A

### Classifica
| Squadra           | Pt | G | V | N | P | GF | GS | DG |
| ----------------- | -- | - | - | - | - | -- | -- | -- |
| Panama            | 10 | 4 | 3 | 1 | 0 | 9  | 2  | +7 |
| Trinidad e Tobago | 9  | 4 | 3 | 0 | 1 | 10 | 9  | +1 |
| Martinica         | 7  | 4 | 2 | 1 | 1 | 2  | 3  | -1 |
| Guatemala         | 4  | 4 | 1 | 1 | 2 | 5  | 7  | -2 |
| Curaçao           | 3  | 4 | 1 | 0 | 3 | 6  | 7  | -1 |
| El Salvador       | 1  | 4 | 0 | 1 | 3 | 2  | 6  | -4 |

### Risultati
| Arbitro: | Daneon Parchment |

|           |           |  |
| James 87’ | Marcatori |  |

| Arbitro: | Marco Ortiz |

|                                               |           |  |
| Fajardo 9’ Moltenis 47’ (aut.) Waterman 90+3’ | Marcatori |  |

| Arbitro: | Selvin Brown |

|                     |           |  |
| Mejía 15’ Altán 78’ | Marcatori |  |

| Arbitro: | Juan Gabriel Calderón |

|            |           |  |
| Labeau 48’ | Marcatori |  |

| Arbitro: | Said Martínez |

|            |           |                 |
| Santis 71’ | Marcatori | 7’ (rig.) Davis |

| Arbitro: | Ricardo Montero |

|                      |           |                                       |
| Zavaleta 17’ Gil 53’ | Marcatori | 22’ Telfer 51’ (rig.) Shaw 72’ Garcia |

| Arbitro: | Ismail Elfath |

|             |           |                            |
| Janga 90+4’ | Marcatori | 29’ Bárcenas 77’ Rodríguez |

| Arbitro: | César Ramos Palazuelos |

|            |           |  |
| Marajo 23’ | Marcatori |  |

| Arbitro: | Iván Barton |

|                                      |           |                      |
| Jones 36’ (rig.) Moore 54’ James 89’ | Marcatori | 12’ Rubin 31’ Santis |

| Arbitro: | Armando Villarreal |

|                                              |           |  |
| Carrasquilla 14’ Davis 48’ (rig.) Ayarza 90’ | Marcatori |  |

| San Salvador 17 ottobre 2023, ore 19:00 UTC-6 | El Salvador  | 0 – 0 referto | Martinica | Stadio Jorge "Mágico" González\| Arbitro: \| Drew Fischer \| |
| Arbitro:                                      | Drew Fischer |               |           |                                                              |

| Arbitro: | Saíd Martínez |

|                                                                 |           |                                 |
| Janga 7’, 81’ Roemeratoe 12’ Gorré 56’ (rig.) Bacuna 78’ (rig.) | Marcatori | 68’ Moore 74’ Lee-Him 86’ Moses |

## Gruppo B

### Classifica
| Squadra  | Pt | G | V | N | P | GF | GS | DG  |
| -------- | -- | - | - | - | - | -- | -- | --- |
| Giamaica | 10 | 4 | 3 | 1 | 0 | 10 | 5  | +5  |
| Honduras | 7  | 4 | 2 | 1 | 1 | 8  | 1  | +7  |
| Suriname | 5  | 4 | 1 | 2 | 1 | 6  | 3  | +3  |
| Cuba     | 5  | 4 | 1 | 2 | 1 | 1  | 4  | -3  |
| Haiti    | 3  | 4 | 0 | 3 | 1 | 5  | 6  | -1  |
| Grenada  | 1  | 4 | 0 | 1 | 3 | 2  | 13 | -11 |

### Risultati
| Santo Domingo 8 settembre 2023, ore 16:00 UTC-4 | Haiti             | 0 – 0 referto | Cuba | Stadio olimpico Félix Sánchez\| Arbitro: \| Randy Encarnación \| |
| Arbitro:                                        | Randy Encarnación |               |      |                                                                  |

| Arbitro: | Kwinsi Williams |

|           |           |              |
| Lewis 85’ | Marcatori | 87’ te Vrede |

| Arbitro: | Daniel Quintero |

|          |           |  |
| Gray 64’ | Marcatori |  |

| Arbitro: | Fernando Guerrero |

|          |           |  |
| Pozo 21’ | Marcatori |  |

| Arbitro: | César Ramos Palazuelos |

|                                |           |                      |
| Adé 51’ (aut.) Reid 83’ (rig.) | Marcatori | 12’, 15’ Don Deedson |

| Arbitro: | Iván Barton |

|                                                  |           |  |
| Rodríguez 45+2’, 65’ Lozano 51’ Palma 60’ (rig.) | Marcatori |  |

| Arbitro: | Víctor Cáceres |

|          |           |             |
| Haps 17’ | Marcatori | 51’ Cantave |

| Arbitro: | Joseph Dickerson |

|              |           |                                              |
| Williams 30’ | Marcatori | 12’ Williams 22’ Nicholson 74’ Gray 87’ Reid |

| Santo Domingo 12 ottobre 2023, ore 21:00 UTC-4 | Cuba                     | 0 – 0 referto | Honduras | Stadio olimpico Félix Sánchez\| Arbitro: \| Walter López Castellanos \| |
| Arbitro:                                       | Walter López Castellanos |               |          |                                                                         |

| Arbitro: | Mario Escobar |

|                  |           |                                   |
| Pierrot 15’, 87’ | Marcatori | 18’ Gray 57’ Nicholson 66’ Bailey |

| Arbitro: | Keylor Herrera |

|                                                        |           |  |
| Maldonado 9’ Lozano 13’ Quioto 67’ (rig.) Róchez 90+1’ | Marcatori |  |

| Arbitro: | Daneon Parchment |

|                                                            |           |  |
| van der Kust 12’ Vlijter 27’ Abena 35’ Bedeau 45+3’ (aut.) | Marcatori |  |

## Quarti di finale
Le prime due classificate di ogni girone accedono ai quarti di finale dove nella finestra di Novembre 2023 affrontano le quattro squadre con ranking più alto già qualificate in partite di andata e ritorno. Il 18 ottobre 2023 CONCACAF ha reso noto gli accoppiamenti.
| Squadra 1   | Totale          | Squadra 2         | Andata | Ritorno |
| ----------- | --------------- | ----------------- | ------ | ------- |
| Costa Rica  | 1 - 6           | Panama            | 0 - 3  | 1 - 3   |
| Giamaica    | 4 - 4           | Canada            | 1 - 2  | 3 - 2   |
| Stati Uniti | 4 - 2           | Trinidad e Tobago | 3 - 0  | 1 - 2   |
| Honduras    | 2 - 2 (2-4 dtr) | Messico           | 2 - 0  | 0 - 2   |

### Andata
| Arbitro: | Mario Escobar |

|  |           |                                     |
|  | Marcatori | 4’ Murillo 29’ Fajardo 60’ Waterman |

| Arbitro: | Oshane Nation |

|                                 |           |  |
| Pepi 82’ Robinson 86’ Reyna 89’ | Marcatori |  |

| Arbitro: | Tori Penso |

|               |           |                           |
| Nicholson 56’ | Marcatori | 45+1’ David 86’ Eustáquio |

| Arbitro: | Juan Gabriel Calderón |

|                       |           |  |
| Lozano 30’ Róchez 72’ | Marcatori |  |

### Ritorno
| Arbitro: | Saíd Martínez |

|                                               |           |           |
| Fajardo 21’ Rodríguez 24’ Bárcenas 43’ (rig.) | Marcatori | 52’ Calvo |

| Arbitro: | Walter López Castellanos |

|                     |           |              |
| Moore 43’ Jones 57’ | Marcatori | 25’ Robinson |

| Arbitro: | César Ramos Palazuelos |

|                     |           |                                    |
| Davies 25’ Koné 69’ | Marcatori | 63’, 66’ Nicholson 78’ (rig.) Reid |

| Arbitro: | Iván Barton |

|                               |                      |                          |
| Chávez 43’ Álvarez 90+11’     | Marcatori            |                          |
| Giménez Vásquez Pineda Huerta | Tiri di rigore 4 – 2 | Róchez Acosta Elis Najar |

## Fase Finale
Per determinare gli accoppiamenti delle semifinali è stata stilata una classifica in base ai risultati delle quattro vincitrici dei quarti di finale; la prima classificata affronta la quarta classificata e la seconda classificata affronta la terza classificata.
| Squadra     | Pt | G | V | N | P | GF | GS | DG |
| ----------- | -- | - | - | - | - | -- | -- | -- |
| Panama      | 6  | 2 | 2 | 0 | 0 | 6  | 1  | +5 |
| Stati Uniti | 3  | 2 | 1 | 0 | 1 | 4  | 2  | +2 |
| Giamaica    | 3  | 2 | 1 | 0 | 1 | 4  | 4  | 0  |
| Messico     | 3  | 2 | 1 | 0 | 1 | 2  | 2  | 0  |

### Tabellone
|  | Semifinali | Semifinali        | Semifinali  |             |         | 1º/2º posto | 1º/2º posto | 1º/2º posto |  |
|  |            |                   |             |             |         |             |             |             |  |
|  | A2         | Stati Uniti (dts) | 3           |             |         |             |             |             |  |
|  | A2         | Stati Uniti (dts) | 3           |             |         |             |             |             |  |
|  | A3         | Giamaica          | 1           |             |         |             |             |             |  |
|  | A3         | Giamaica          | 1           |             | Messico | Messico     | 0           |             |  |
|  |            |                   |             |             | Messico | Messico     | 0           |             |  |
|  |            |                   | Stati Uniti | Stati Uniti | 2       |             |             |             |  |
|  | A1         | Panama            | Stati Uniti | Stati Uniti | 2       | 0           |             |             |  |
|  | A1         | Panama            |             |             |         | 0           |             |             |  |
|  | A4         | Messico           | 3           |             |         | 3º/4º posto | 3º/4º posto | 3º/4º posto |  |
|  | A4         | Messico           | 3           |             |         |             |             |             |  |
|  |            |                   |             |             |         |             |             |             |  |
|  |            |                   |             |             |         | Panama      | Panama      | 0           |  |
|  |            |                   |             |             |         | Panama      | Panama      | 0           |  |
|  |            |                   |             |             |         | Giamaica    | Giamaica    | 1           |  |

#### Semifinali
| Arbitro: | Selvin Brown |

|                                     |           |          |
| Burke 90+6’ (aut.) Wright 96’, 108’ | Marcatori | 1’ Leigh |

| Arbitro: | Walter López |

|  |           |                                     |
|  | Marcatori | 40’ Álvarez 43’ Quiñones 67’ Pineda |

#### Finale 3º posto
| Arbitro: | Tori Penso |

|  |           |               |
|  | Marcatori | 42’ Lembikisa |

#### Finale
| Arbitro: | Drew Fischer |

|  |           |                     |
|  | Marcatori | 45’ Adams 63’ Reyna |

## Statistiche

### Classifica marcatori
5 reti
- Shamar Nicholson

3 reti
- Rangelo Janga
- Demarai Gray

- Bobby Reid (2 rig.)
- Anthony Lozano

- José Fajardo
- Reon Moore

2 reti
- Oscar Santis
- Louicius Don Deedson
- Frantzdy Pierrot
- Bryan Róchez
- Edwin Rodríguez

- Edson Álvarez
- Édgar Bárcenas
- Eric Davis (2 rig.)
- José Luis Rodríguez
- Cecilio Waterman

- Antonee Robinson
- Giovanni Reyna
- Haji Wright
- Nathaniel James
- Alvin Jones (1 rig.)

1 rete
- Jonathan David
- Alphonso Davies
- Stephen Eustáquio
- Ismaël Koné
- Francisco Calvo
- Willian Pozo
- Juninho Bacuna (1 rig.)
- Kenji Gorré (1 rig.)
- Godfried Roemeratoe
- Brayan Gil
- Eriq Zavaleta
- Leon Bailey
- Greg Leigh
- Dexter Lembikisa
- Romario Williams

- Saydrel Lewis
- Trevon Williams
- Pedro Altán
- Carlos Anselmo Mejía
- Oscar Santis
- Rubio Rubin
- Mikaël Cantave
- Denil Maldonado
- Luis Palma (1 rig.)
- Romell Quioto (1 rig.)
- Brighton Labeau
- Johnny Marajo
- Luis Chávez
- Orbelín Pineda
- Julián Quiñones

- Abdiel Ayarza
- Adalberto Carrasquilla
- Michael Murillo
- Ricardo Pepi
- Tyler Adams
- Myenty Abena
- Ridgeciano Haps
- Mitchell te Vrede
- Djevencio van der Kust
- Gleofilo Vlijter
- Justin Garcia
- Kristian Lee-Him
- Kareem Moses
- Malcolm Shaw (1 rig.)
- Ryan Telfer

Autoreti
- Cory Burke (1, pro  Stati Uniti
- Jacob Bedeau (1, pro  Suriname)

- Ricardo Adé (1, pro  Giamaica)

- Boris Moltenis (1, pro  Panama)